# Remain in Light
Remain in Light — четвёртый студийный альбом американской рок-группы Talking Heads, выпущенный 8 октября 1980 года на лейбле Sire Records. Был записан в студиях Compass Point на Багамах и Sigma Sound Studios в Нью-Йорке в период с июля по август 1980 года и стал последней пластинкой коллектива, спродюсированной Брайаном Ино.
После релиза альбома Fear of Music (1979) Talking Heads и Ино попытались развеять представления о группе как всего лишь средстве для реализации идей фронтмена Дэвида Бирна. Под влиянием нигерийского музыканта Фелы Кути они экспериментировали с африканскими полиритмами, фанком и электроникой, записывая инструментальные треки в виде серии луповых грувов. В сессиях участвовали различные сторонние музыканты, в том числе гитарист Эдриан Белью, певица Нона Хендрикс и трубач Джон Хасселл.
В период работы над пластинкой Бирн боролся с творческим кризисом, в итоге использовав метод потока сознания, основанный на несвязанных образах и вдохновлённый ранним хип-хопом и академической литературой об Африке. Обложка была придумана бас-гитаристкой Тиной Уэймут и барабанщиком Крисом Францем и создана при участии дизайнерской компании Массачусетского технологического института M&Co. Группа наняла дополнительных музыкантов для промотура, а затем взяла перерыв на несколько лет для реализации личных проектов.
Remain in Light был высоко оценён музыкальными критиками, которые хвалили его звуковые эксперименты, ритмические инновации и удачное слияние обособленных жанров. Альбом достиг 19-го места в американском чарте Billboard 200 и 21-го места в британском UK Albums Chart, в его поддержку были выпущены синглы — «Once in a Lifetime» и «Houses in Motion». Remain in Light часто фигурирует в списках лучших альбомов всех времён и считается шедевром, а также рассматривается как magnum opus Talking Heads. В 2017 году Библиотека Конгресса США признала пластинку «культурно, исторически и эстетически значимой» и внесла в Национальный реестр аудиозаписей. В 2006 году альбом прошёл процедуру ремастеринга и был выпущен с дополнительным материалом.

## Предыстория
В январе 1980 года участники Talking Heads вернулись в Нью-Йорк, завершив турне в поддержку своего третьего альбома Fear of Music (1979), и взяли перерыв, чтобы заняться сольным творчеством. Так, вокалист Дэвид Бирн записал с Брайаном Ино, постоянным продюсером коллектива, экспериментальный альбом My Life in the Bush of Ghosts, а клавишник Джерри Харрисон спродюсировал пластинку соул-певицы Ноны Хендрикс на нью-йоркской студии звукозаписи Sigma Sound Studios. Впоследствии, по совету Харрисона, Хендрикс пригласили поработать над альбомом Remain in Light. Кроме того, группа задействовала ту же студию для его записи — из-за хорошего качества звука.
Оставшиеся двое музыкантов — супружеская пара: барабанщик Крис Франц и басистка Тина Уэймут — обсуждали уход из Talking Heads после того, как Уэймут начала сетовать, что Бирн стал чрезмерно влиять на совместное творчество. Франц не хотел покидать коллектив, и они отправились в отпуск на Карибские острова, чтобы обдумать положение группы и свой брак. По ходу путешествия они участвовали в гаитянских религиозных церемониях Вуду, пробовали играть на местных ударных инструментах и общались с дуэтом регги-музыкантов Слаем и Робби.
После отпуска Франц и Уэймут купили квартиру над студией Compass Point в Нассау, где записывался второй альбом Talking Heads More Songs About Buildings and Food. В начале 1980 года к ним и Харрисону присоединился Бирн. Участники коллектива отдавали себе отчёт, что создание песен зависело исключительно от Бирна, даже если они исполнялись квартетом. Музыканты устали от мысли о фронтмене, возглавлявшем аккомпанирующую группу; по словам Бирна, идеал, к которому они стремились, состоял в том, чтобы «пожертвовать своим эго ради взаимного сотрудничества». Вокалист также хотел избежать «психологической паранойи и личных мучений», которые он испытывал в Нью-Йорке. Вместо того, чтобы писать музыку под тексты Бирна, Talking Heads начали исполнять инструментальные джемы, взяв в качестве отправной точки композицию альбома Fear of Music «I Zimbra».
Ино прибыл на Багамы через три недели после Бирна. Он не хотел браться за новый проект группы после работы над их двумя предыдущими пластинками, однако пришёл в восторг от инструментальных демозаписей и передумал. Вместе с Ино музыканты экспериментировали с коллективным способом создания музыки, присущим для Африки, в котором отдельные части объединяются в полиритмы. Ориентиром для создания будущего альбома стала пластинка Afrodisiac нигерийского музыканта Фелы Кути, записанная в жанре афробит. По словам Уэймут, первые отголоски жанра хип-хоп подтолкнули Talking Heads взять на заметку, что музыкальный ландшафт меняется. Перед началом студийных сессий давний друг группы Дэвид Ганс проинструктировал музыкантов, что «вещи, за которые пока не хотят браться, — это семена более интересного будущего». Он побуждал их экспериментировать, импровизировать и использовать «ошибки».

## Запись
Запись альбома стартовала на студии Compass Point в июле 1980 года. Для работы над пластинкой потребовалось привлечь дополнительных музыкантов, особенно перкуссионистов. На протяжении всего студийного процесса рабочим названием альбома было Melody Attack, оно появилось после просмотра группой одноимённого японского развлекательного шоу. По словам Харрисона, целью коллектива было объединить рок и африканские жанры, а не просто имитировать африканскую музыку. Kлючевыми в концепции пластинки стали продюсерские методы и индивидуальный подход Ино: на первый план выдвигались интуиция и спонтанность без явного акцента на звучании конечного продукта. Продюсер сравнил творческий процесс с тем, чтобы «посмотреть на мир и воскликнуть: „В каком фантастическом месте мы живём. Давайте отпразднуем это“».
Секции и инструментальные партии записывались поочерёдно в прерывистом процессе. В то время лупы играли одну из ключевых ролей, так как компьютеры ещё не могли адекватно выполнять такие функции. Talking Heads разработали Remain in Light, записывая джемы, выделяя лучшие их части и пробуя воспроизводить эти отрывки повторно. Черновые треки были полностью сосредоточены на ритмах и исполнены в минималистском стиле с использованием только одного аккорда. Каждая секция записывалась в виде длинного цикла, чтобы можно было создавать композиции путём дальнейшего добавления или объединения лупов различными способами. Бирн описал этот процесс как механизацию исполнения: «Мы были людьми-семплерами».

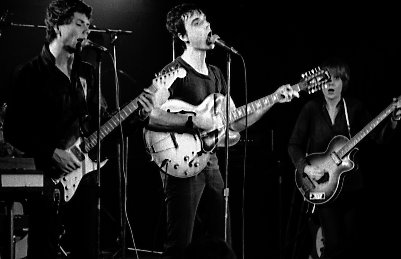
Remain in Light считается одной из лучших записей 1980-х годов, где сделавшие Talking Heads (на илл.) «имя постпанк и нью-вейв нашли общий язык с афробитом и фанком» По мнению журнала Time Out, пластинка отражает сильнейшие стороны коллектива — «это музыка одновременно очень продуманная и ритмично-танцевальная».

После нескольких сессий на Багамах звукоинженер Ретт Дэвис покинул проект, разругавшись с Ино из-за высокой скорости процесса записи. На его место был приглашён Стивен Стэнли, который с 17 лет работал с такими музыкантами, как Боб Марли. Франц приписывает ему участие в создании песни «Once in a Lifetime», которая была выпущена в качестве сингла. Во время работы над альбомом использовался цифровой блок эффектов реверберации Lexicon 224, которую предоставил микшер Дэйв Джерден. Это устройство было одним из первых в своём роде и могло моделировать окружающую среду, например, эхо-камеры и комнаты с помощью взаимозаменяемых программ. Как и Дэвис, Джерден был недоволен быстрым темпом, в котором Ино хотел записывать сложные по звучанию композиции, но не жаловался.
Эти треки заставили Бирна переосмыслить свой вокальный стиль, и он попытался петь под инструментальные песни, но получалось «неестественно». Тем не менее, на Багамах было записано несколько вокальных партий. Тексты были написаны, когда музыканты вернулись в США, в Нью-Йорк и Калифорнию. Харрисон забронировал для группы студию Sigma Sound, которая, в первую очередь, специализировалась на R&B музыке, после того, как убедил владельцев, что работа группы может принести им новый тип клиентуры. Засев за сочинение текстов в Нью-Йорке, Бирн боролся с творческим кризисом. В свою очередь, Харрисон и Ино пытались доработать композиции, записанные на Багамах, а Франц и Уэймут зачастую не появлялись в студии. Начали появляться сомнения относительно завершения альбома. Рабочий процесс набрал обороты только после того, как по просьбе Бирна, Харрисона и Ино был приглашён гитарист Адриан Белью. Его попросили добавить несколько соло в ранее записанные треки, используя гитарный синтезатор Roland.
Бирн переписал все треки, переосмысленные инструментальными партиями Белью, на кассету и углубился в африканскую культуру, чтобы выйти из поэтического ступора. Внезапно его осенило, что, когда африканские музыканты забывают слова, они часто импровизируют и придумывают новые. Он использовал портативный магнитофон и попытался сочинять звукоподражательные рифмы в стиле Брайано Ино, который считал, что тексты никогда не были смыслом песни. Бирн постоянно слушал спетый продюсером скэттинг, пока не убедился, что он больше не «слышит чепуху». Оставшись довольным результатом, Харрисон пригласил в Sigma Sound Нону Хендрикс для записи бэк-вокала. Бирн, Франц и Уэймут давали ей подробные советы по исполнению вокала, и она часто пела втроём с Бирном и Ино. После голосовых сессий музыканты приступили к процессу наложений. Музыкант Джон Хасселл, который работал с Бирном над My Life in the Bush of Ghosts, был приглашён для исполнения духовых партий трубы и валторны. В августе 1980 года одна половина альбома была сведена Ино и звукорежиссёром Джоном Потокером в Нью-Йорке, при поддержке Харрисона, а другая — Бирном и Джерденом на студии Eldorado Recording в Лос-Анджелесе.

## Музыка и тематика текстов
Музыка альбома включает такие разнообразные жанры, как нью-вейв, постпанк, уорлдбит, дэнс-рок, арт-поп, арт-рок, авангардный поп, а также различные типы фанка, в частности афрофанк и психоделический фанк. Критик Стивен Томас Эрлевайн описал лонгплей как «плотную смесь африканской перкуссии, фанкового баса и клавишных, поп-песен и электроники». Он содержит восемь песен, которые, по словам психоаналитика Майкла Брога, обладают «поразительно свободной ассоциативностью», при этом в них нету длительного связного мыслительного процесса, характерного для текстов, сочинённых методом потока сознания. Дэвид Ганс посоветовал Бирну более свободные поэтические образы, подтолкнув музыканта к мысли, что «рациональное мышление имеет свои пределы». Впоследствии фронтмен добавил к пресс-киту альбома библиографию, на которую опирался во время его сочинения, вместе с памяткой, где объяснялось влияние на пластинку африканских ритмов и мифологии. В памятке подчёркивалось, что главным источником вдохновения для текстов послужила работа Джона Миллера Чернова «Африканский ритм и африканская чувствительность», в которой исследовались социальные и психологические принципы африканской музыки. В 1970 году учёный отправился в Гану, чтобы изучить перкуссию местных жителей, и написал о том, как африканцы усложняют вербальное общение с помощью барабанных паттернов. Одна из песен, «The Great Curve», иллюстрирует африканскую тематику строчкой «Мир движется на женских бёдрах», которую Бирн заимствовал из книги Роберта Фарриса Томпсона «Африканское искусство в движении». Он также изучал прямую речь, от свидетельских показаний Джона Дина по делу Уотергейта до устных историй бывших афроамериканских рабов.
Как и все остальные треки, открывающая пластинку композиция «Born Under Punches (The Heat Goes On)» заимствует текст из «проповедей, криков и разглагольствований». Выражение «And the Heat Goes On», используемое в её названии и повторяющееся в припеве, основано на заголовке газеты New York Post, который Ино прочитал летом 1980 года. В свою очередь Бирн переписал название песни «Don’t Worry About the Government», опираясь на строчку одной из песен дебютного альбома коллектива: «Look at the hands of a government man». «Ритмичная напыщенная речь» в «Crosseyed and Painless» — «Факты просты и факты правдивы. Факты ленивы и уже устарели» — была навеяна ранним хип-хопом, в частности, синглом «The Breaks» Кёртиса Блоу, который Бирну подарил Франц. В свою очередь, слова для «Once in a Lifetime» во многом заимствованы из диатриб проповедников. Некоторые критики предположили, что эта песня «своего рода пророческий удар по крайностям 1980-х годов». Однако, Бирн не согласился с такой интерпретацией, объяснив, что текст композиции следует понимать буквально: «Мы в значительной степени бессознательны. Мы работаем в полусне или на автопилоте и в конечном счёте получаем дом, семью, работу и все остальное, но постоянно задаём себе вопрос: „Как я до этого дошёл?“».
Бирн охарактеризовал финальный микс альбома как «духовную» работу, «радостную и восторженную, но в то же время серьёзную»; музыкант отмечал, что, в конце концов, в Remain in Light осталось «меньше африканизма, чем предполагалось … но гораздо важнее донести [до слушателя] африканские идеи, нежели специфические ритмы». По словам Ино, пластинка уникальным образом сочетает в себе фанк и панк-рок или музыку новой волны. В композициях нет смены аккордов, а вместо этого задействованы различные гармоники и ноты. На протяжении всего альбома широко используются «паучьи риффы» и многослойные басовые и перкуссионные дорожки. Его первая часть содержит более ритмичные песни: «Born Under Punches (The Heat Goes On)», «Crosseyed and Panguage» и «The Great Curve», которые включают длинные инструментальные интерлюдии. «The Great Curve» содержит затяжные гитарные соло, сыгранные Белью и обработанные при помощи синтезатора.
Вторая сторона пластинки включает более интроспективные песни. «Once in a Lifetime» отдаёт дань уважения раннему хип-хопу и музыке арт-рок-группы The Velvet Underground. Изначально из-за своего звучания трек назывался «Weird Guitar Riff Song» и задумывался в виде темы выстроенной на единственном риффе, однако впоследствии группа добавила второй, усиленный рифф поверх первого. Ино чередовал восемь тактов каждого рифа с соответствующими тактами его аналога. «Houses in Motion» включает в себя продолжительные духовые секции музыканта Джона Хассела, а «Listening Wind» содержит элементы арабской музыки. Некоторые музыкальные критики сочли, что заключительный трек альбома, «The Overload», являлся попыткой музыкантов подражать звучанию британского постпанк-квартета Joy Division. Существует распространённая, но неподтверждённая версия, что песня записывалась в таком стиле, хотя на тот момент никто из Talking Head не был знаком с творчеством Joy Division; скорее она могла быть основана на предположениях музыкантов о том, как может звучать этот британский квартет, по его описаниям в музыкальной прессе. Одной из отличительных черт трека стали «трайбл-индустриальные» биты, созданные по большей части Харрисоном и Бирном.

## Название и обложка
Концепция обложки была придумана Францем и Уэймут при поддержке исследователя Массачусетского технологического института Уолтера Бендера и его команды ArcMac (предшественницы MIT Media Lab). Вдохновлённые телевизионным шоу Melody Attack, музыканты создали коллаж из красных боевых самолётов, летящих строем над Гималаями. Коллаж является художественном отображением самолётов модели «Эвенджер» в честь отца басистки, Ральфа Уэймута, который был адмиралом ВМС США. На задней обложке планировалось разместить портреты участников коллектива. Летом 1980 года Уэймут регулярно посещала Массачусетский технологический институт и вместе с коллегой Бендера — Скоттом Фишером — работала над компьютерным воспроизведением своих идей. Процесс был сложным, поскольку в начале 1980-х мощность компьютеров была ограниченной, а один только мэйнфрейм занимал несколько комнат. Уэймут и Фишер разделяли страсть к маскам и использовали эту концепцию для экспериментов с портретами музыкантов. Впоследствии лица (кроме глаз, носа и рта) были закрашены слоем красного цвета. Уэймут подумывала также наложить лицо Ино поверх всех четырёх портретов, чтобы намекнуть на его раздутое эго — продюсер хотел быть на обложке вместе с Talking Heads, — но в конце концов отказалась от этой идеи.
Остальные изображения и аннотации к альбому были созданы графическим дизайнером Тибором Калманом и его компанией M&Co. Калман был ярым критиком формализма и профессионального дизайна в искусстве и рекламе. Он предлагал свои услуги бесплатно, чтобы сделать себе имя, и обсуждал использование для обложки нестандартных материалов, таких как наждачная бумага и велюр. Уэймут, которая скептически относилась к найму дизайнерской фирмы, отвергла идеи Калмана, отдав предпочтение компьютерным изображениям Массачусетского технологического института. Создание обложки подтолкнуло участников группы к мысли, что название «Melody Attack» было «слишком легкомысленным» для записанной ими музыки, и вместо этого они остановились на «Remain in Light». Бирн так объяснял выбор группы: «Помимо того, что эта музыка не была такой уж мелодичной, в ней было что сказать, что в то время казалось новым, выходящим за пределы и, возможно, даже революционным, по крайней мере, для песен в стиле фанк-рок». Боевые самолёты перенесли на заднюю часть обложки, а заретушированные портреты поместили на лицевую. Позже Калман высказывал мнение, что от самолётов не отказались полностью, так как они смотрелись злободневно в период иранского кризиса 1979—1981 годов.
Уэймут попросила Калмана сделать простую типографику, выделенную рубленным шрифтом без засечек. Дизайнеры M&Co последовали её инструкциям и решили перевернуть букву «А» в словосочетании «TALKING HEADS». Для обозначения авторства Уэймут и Франц использовали совместную аббревиатуру C/T, в то время как Бендер и Фишер — инициалы и кодовые имена, так как разработка обложки не была официальным проектом Массачусетского технологического института. В итоге авторские права дизайна были обозначены так: «HCL, JPT, DDD, WALTER GP, PAUL, C/T». Окончательная серийная версия Remain in Light могла похвастаться одной из первых компьютерных обложек среди музыкальных записей. Психоаналитик Майкл Брог назвал её лицевую сторону симпатичным изображением, которое «предполагает как расщепление, так и уничтожение идентичности» и знакомит слушателя с повторяющейся темой альбома — расстройством идентичности. Брог написал, что «изображение резко контрастирует с названием, демонстрируя заретушированные портреты участников группы, неспособных „оставаться в свете“».
Первоначально Talking Heads и Ино сошлись на указании авторства в алфавитном порядке «Дэвид Бирн, Брайан Ино, Крис Франц, Джерри Харрисон и Тина Уэймут» после того, как музыканты и продюсер не смогли прийти к окончательному порядку его распределения, однако альбом был выпущен с указанием авторства лейблом: «Все песни, написаны Дэвидом Бирном и Брайаном Ино (за исключением „Houses in Motion“ и „The Overload“, сочинённых Дэвидом Бирном, Брайаном Ино и Джерри Харрисоном)». Франц, Харрисон и Уэймут оспаривали подобное решение, особенно из-за того, что они частично профинансировали работу. Уэймут утверждала, что Бирн дал указание Калману отредактировать список авторов после рекомендаций Ино. В более поздних релизах альбома упоминаются все участники группы. По словам Франца: «Мы чувствовали себя крайне опустошёнными из-за этого спора об указании авторства».

## Продвижение и релиз
Брайан Ино посоветовал группе расширить свой состав, так как музыка альбома была слишком плотной и сложной для концертных исполнений в формате квартета. В итоге было решено пригласить ещё пять музыкантов для будущих гастролей в поддержку пластинки. Дополнительными участниками, нанятыми Харрисоном, стали Эдриан Белью, клавишник группы Funkadelic Берни Уоррелл, басист Баста «Черри» Джонс, перкуссионист дуэта Ashford & Simpson Стивен Скейлс и бэк-вокалистка Долетт Макдональд. Перед началом турне музыканты собирались вместе на чердаке Франца и Уэймут и занимались саундчеками под ритмы Уоррелла, который был выпускником консерватории Новой Англии и Джульярдской школы.
Первое выступление расширенного состава группы состоялось 23 августа 1980 года на канадском фестивале Heatwave перед 70 000 зрителями; публицист Роберт Хилбёрн из Los Angeles Times назвал новую музыку коллектива «рок-фанком наполненным драматической, практически сногсшибательной силой». 27 августа вся когорта музыкантов продемонстрировала новый материал восьмитысячной аудитории на нью-йоркском катке Уоллмен-Ринк, а также ещё примерно 10 000 зрителям, разместившимися на траве Центрального парка. Изначально планировались только выступление в Канаде и Нью-Йорке, однако руководство Sire Records решило поддержать расширенный состав Talking Heads и отправить его в более насыщенное турне. После этого промотура группа взяла перерыв на несколько лет, предоставив отдельным участникам заниматься различными сторонними проектами.
Remain in Light вышел 8 октября 1980 года. По случаю мировой премьеры альбома весь его материал прозвучал в эфире пенсильванской радиостанции WPSU — двумя днями позже. По словам писателя Дэвида Шеппарда, «он [альбом] был воспринят как большое культурное событие, а также как яркая запись в стиле арт-поп». В феврале 1981 года Remain in Light получил «золотой» сертификат от Канадской ассоциации звукозаписывающей индустрии после продажи 50 000 копий, а в сентябре 1985 года ― от Ассоциации звукозаписывающей индустрии Америки, преодолев отметку 500 000 проданных экземпляров. Общемировые продажи альбома составили более миллиона копий.

## Отзывы критиков
| Оценки критиков     | Оценки критиков |
| Источник            | Оценка          |
| ------------------- | --------------- |
| Billboard           | без оценки      |
| Cashbox             | без оценки      |
| Robert Christgau    | (A)             |
| The Face            | без оценки      |
| Music Week          | [ 70 ]          |
| New Musical Express | без оценки      |
| The New York Times  | без оценки      |
| Record Mirror       | [ 73 ]          |
| Record World        | без оценки      |
| Rolling Stone       | без оценки      |
| Smash Hits          | [ 76 ]          |
| Sounds              | без оценки      |
| Stereo Review       | без оценки      |

| Оценки критиков               | Оценки критиков |
| Источник                      | Оценка          |
| ----------------------------- | --------------- |
| AllMusic                      | [ 79 ]          |
| Chicago Tribune               | [ 80 ]          |
| Encyclopedia of Popular Music | [ 81 ] [ 82 ]   |
| The Great Rock Discography    | [ 83 ]          |
| The Irish Times               | [ 84 ]          |
| MusicHound                    | [ 85 ]          |
| Pitchfork                     | [ 86 ]          |
| Rolling Stone                 | [ 87 ]          |
| The Rolling Stone Album Guide | [ 88 ]          |
| Slant Magazine                | [ 89 ]          |
| Spin Alternative Record Guide | 10/10           |
| Sputnikmusic                  | [ 91 ]          |
| Uncut                         | [ 92 ]          |

Альбом получил практически повсеместное признание музыкальных критиков. И в рецензиях, последовавших за выходом альбома в свет, и в ретроспективных, реакция специалистов была преимущественно одобрительной.
По мнению Кена Такера из журнала Rolling Stone, эта запись была смелой и увлекательной попыткой найти в начале 1980-х годов точки соприкосновения между различными и зачастую враждебными музыкальными жанрами; журналист подытожил: «„Remain in Light“ содержит жутковатую, забавную музыку, под которую вы можете танцевать и думать, думать и танцевать, танцевать и думать, и так до бесконечности». Штатный музыкальный обозреватель газеты The Village Voice Роберт Кристгау охарактеризовал пластинку как «единое целое, в котором Дэвид Бирн преодолевает свой страх перед музыкой с помощью провидческого синтеза афрофанка — ясного, отстранённого, почти мистически оптимистичного». В свою очередь Майкл Кулп из Daily Collegian заявил, что альбом заслуживает ярлыка «классический», как и каждый из трёх предыдущих полнометражных релизов коллектива, тогда как Джон Рокуэлл, 5 октября 1980 года отмечал на страницах The New York Times, что эта запись подтверждает позицию Talking Heads, как «самой авантюрной рок-группы Америки».
Сэнди Робертсон из Sounds похвалила новаторство альбома, в то время как обозреватель журнала Billboard писал: «Почти каждая пластинка „Talking Heads“, выпущенная за последние четыре года, попала в список лучших альбомов практически всех критиков. „Remain in Light“ не должна стать исключением». Американский еженедельник Cashbox назвал Remain in Light «самой захватывающей и потрясающей работой» группы. «Это не дискотека, это не вечеринка, это музыка будущего», — резюмировало издание. Британские журналисты обращали внимание читателей на значение роли Брайана Ино в итоговом звучании. Music Week пришёл к выводу, что с этим диском квартет «во многих отношениях стал более претенциозным, чем когда-либо, как в лирике, так и в „интеллектуальном утверждении“ африканской музыки» и что «участие Ино придаёт группе новый интересный вид». Развивая этот тезис, Ронни Гурр из Record Mirror признавал, что «причастность Ино к сочинению песен очевидна от начала и до конца», заключая, что Talking Heads превращаются в главную белую фанк-группу, на которую стоит возлагать надежды.
Рецензент портала AllMusic Уильям Рулманн писал, что музыкальная трансформация Talking Heads, начавшаяся в альбоме Fear of Music, полностью реализовалась в Remain in Light; Рулманн заявил: «Talking Heads установили контакт с аудиторией, готовой принять их музыкальную эволюцию, и альбом получился чрезвычайно изобретательным и влиятельным». В эссе для музыкального справочника Spin Alternative Record Guide, критик Джефф Саламон похвалил продюсерский вклад Ино, который помог обуздать какие бы то ни было чрезмерные посягательства на африканскую музыку со стороны участников Talking Heads. В 2004 году Барри Уолш из журнала Slant Magazine назвал «просто волшебным» результат того, как группа смогла сделать рок-музыку более глобальной с точки зрения её музыкального и лирического масштаба. В обзоре 2008 года представитель издания Vibe Шон Феннесси заключил: «Talking Heads привезли африканские полиритмы в Нью-Йорк и вернулись с элегантным, инопланетным постпанком на буксире». В свою очередь, в 2020 году обозреватель журнала Афиша назвал Remain in Light триумфом Talking Heads, подчеркнув, что это, вероятно, «первая рок-пластинка, настолько удачно подружившая „белую“ и „чёрную“ музыку». «Очевидно, что в разные годы именно её препарировали [такие музыканты, как] Питер Гэбриел, Деймон Албарн и Vampire Weekend» — добавил автор. В передаче «Опыт рока: год за годом» Артемий Троицкий назвал альбом последней классической работой группы.

### Наследие
Remain in Light был назван лучшим альбомом года редакцией журнала Sounds, опередив The Absolute Game группы The Skids, а также журналистским пулом издания Melody Maker, в то время как газета The New York Times включила его в неупорядоченный список лучших 10 пластинок 1980 года. Лонгплей отметился на высоких позициях в рейтингах лучших альбомов других печатных СМИ, в частности, на 2-м месте списка Роберта Кристгау (уступив лишь London Calling The Clash) и на 6-м месте аналогичного рейтинга журнала NME. Remain in Light занял 3-е место, после вышеупомянутого London Calling и The River Брюса Спрингстина, по итогам ежегодного опроса газеты The Village Voice, Pazz & Jop, в котором собраны голоса сотен известных критиков.
«Итак, они собрались на студии в Нассау с Брайаном Ино и создали беспрецедентную пластинку … Дерзко-экспериментальный, но в то же время с доступной поп-музыкой, быть может „Remain in Light“ стал определяющим моментом для Talking Heads».
В 1989 году редакция журнала Rolling Stone поставила Remain in Light на четвёртое место среди лучших альбомов десятилетия. В 1993 году лонгплей отметился на 11-й позиции в рейтинге «50 величайших альбомов 1980-х» по версии журнала NME и под 68-м номером в списке величайших альбомов всех времён этого же издания. В 1997 году газета The Guardian провела опрос среди известных критиков, артистов и радио-ди-джеев со всего мира, которые определяли «100 лучших альбомов всех времён», разместив запись на 43-м месте этого списка. В 1999 году лонгплей был включён в список «100 ключевых альбомов XX века» журнала Vibe. В 2000 году он занял 227-е место в рейтинге «1000 лучших альбомов всех времён» Колина Ларкина. В 2002 году онлайн-портал Pitchfork поместил Remain in Light на вторую строчку списка «100 лучших альбомов 1980-х годов», после Daydream Nation группы Sonic Youth. В 2003 году телеканал VH1 присудил записи 88-е место своего хит-парада «100 величайших альбомов», а журнал Slant включил его в неупорядоченный шорт-лист «50 ключевых поп-альбомов». Помимо этого, Remain in Light отметился на 39-й строчке опроса журнала Rolling Stone «500 величайших альбомов всех времён» за 2020 года, обойдя другие релизы Talking Heads. В 2006 году британское издание Q поставило пластинку на 27-е место своего списка «40 лучших альбомов 1980-х годов». В 2012 году редакция Slant Magazine присудила лонгплею 6-ю позицию в похожем голосовании «Лучших альбомов 1980-х годов». В 2016 году американский вебзин Paste поставил пластинку на 4-е место своего списка «50 величайших постпанк альбомов всех времён». Такое же место диск Talking Heads занял в аналогичном рейтинге британского онлайн-издания Far Out Magazine 2021 года. В том же году музыкальный портал Ultimate Classic Rock поставил альбом на вершину своего хит-парада «40 величайших записей жанра нью-вейв». В аналогичном тематическом рейтинге издания Paste лонгплей «довольствовался» второй строчкой. Помимо этого, Remain in Light занял 54-е место в рейтинге «500 величайших альбомов всех времён по версии журнала NME». В 2018 году Remain in Light был назван лучшей пластинкой в дискографии Talking Heads по мнению музыкального сайта Consequence of Sound, описавшим его как шедевр, который объединил «влияние всей африканской диаспоры и соединил его с фирменным стилем группы — неврастенической нью-йоркской новой волной»; в 2022 году это же издание поставило его на 19-место в списке «100 лучших альбомов всех времён». В 2020 году редакция Rolling Stone присудила лонгплею 2-е место в рейтинге «80 лучших альбомов 1980-х», также назвав его «шедевром» группы. Remain in Light считается одной из ключевых пластинок, спродюсированных Брайаном Ино, в 2022 году Far Out Magazine поместил его на 2-е место среди «пяти его лучших работ», поставив выше лишь диск Whiplash группы James.
В 2018 году бенинская певица Анжелика Киджо записала кавер-версии на весь альбом Remain in Light (диск был спродюсирован Джеффом Бхаскером и выпущен на его собственном лейбле Kravenworks). Киджо назвала себя давней поклонницей песни «Once in a Lifetime», отдав дань уважения пластинке, вдохновлённой африканской музыкой.

## Список композиций
Слова и музыка всех песен — Дэвид Бирн, Брайан Ино, Крис Франц, Джерри Харрисон, Тина Уэймут.
| №  | Название                                | Длительность |
| -- | --------------------------------------- | ------------ |
| 1. | «Born Under Punches (The Heat Goes On)» | 5:49         |
| 2. | «Crosseyed and Painless»                | 4:48         |
| 3. | «The Great Curve»                       | 6:28         |

| №  | Название             | Длительность |
| -- | -------------------- | ------------ |
| 4. | «Once in a Lifetime» | 4:23         |
| 5. | «Houses in Motion»   | 4:33         |
| 6. | «Seen and Not Seen»  | 3:25         |
| 7. | «Listening Wind»     | 4:43         |
| 8. | «The Overload»       | 6:02         |

| №   | Название        | Длительность |
| --- | --------------- | ------------ |
| 9.  | «Fela's Riff»   | 5:19         |
| 10. | «Unison»        | 4:50         |
| 11. | «Double Groove» | 4:28         |
| 12. | «Right Start»   | 4:07         |

## Участники записи
В создании альбома участвовали:
| Talking Heads - Дэвид Бирн — вокал, гитара, бас-гитара, клавишные, перкуссия, вокальные аранжировки - Джерри Харрисон — гитара, клавишные, бэк-вокал - Тина Уэймут — бас-гитара, клавишные, перкуссия, бэк-вокал - Крис Франц — ударные, перкуссия, клавишные, бэк-вокал Дополнительные музыканты - Брайан Ино — бас-гитара, клавишные, перкуссия, бэк-вокал, вокальные аранжировки - Нона Хендрикс — бэк-вокал - Эдриан Белью — гитара - Роберт Палмер — перкуссия - Хосе Росси — перкуссия - Джон Хасселл — труба, валторна |

| Производство - Брайан Ино — продюсер, микширование - Дэйв Джерден — звукорежиссёр, микширование - Джон Потокер — дополнительный звукорежиссёр, микширование - Ретт Дэвис — дополнительный звукорежиссёр - Джек Набер — дополнительный звукорежиссёр - Стивен Стенли — дополнительный звукорежиссёр - Кендалл Таббс — дополнительный звукорежиссёр - Дэвид Бирн — микширование - Грег Кэлби — мастеринг Оформление - Тина Уэймут — обложка - Крис Франц — обложка - Уолтер Бендер — помощник при выполнении обложки - Скотт Фишер — помощник при выполнении обложки - Тибор Кальман — иллюстрации - Кэрол Бокуниевиц — иллюстрации - MIT Architecture Machine Group — компьютерное воспроизведение |

## Позиции в хит-парадах
| Хит-парад (1980—1981)                      | Высшая позиция | Пребывание в чарте |
| ------------------------------------------ | -------------- | ------------------ |
| Австралия (Kent Music Report)              | 25             | нет данных         |
| Великобритания (UK Albums Chart)           | 21             | 17 недель          |
| Канада (RPM 100 Top Albums)                | 6              | 22 недели          |
| Нидерланды (Nationale Hitparade LP Top 50) | 22             | 3 недели           |
| Новая Зеландия (Recorded Music NZ)         | 8              | 12 недель          |
| Норвегия (VG-lista)                        | 26             | 3 недели           |
| США (Billboard Top LPs & Tape)             | 19             | 27 недель          |
| Швеция (Topplistan)                        | 28             | 3 недели           |

| Год  | Хит-парад             | Позиция |
| ---- | --------------------- | ------- |
| 1981 | Канада (RPM Year-End) | 26      |
| 1981 | США (Billboard 200)   | 87      |